# Wybory samorządowe w Turcji w 2009 roku
Wybory samorządowe w Turcji w 2009 roku odbyły się 29 marca. Uprawnionych do głosowania było 48 milionów, którzy dokonali wyboru burmistrzów oraz członków rad miejskich w 81 okręgach. Według sondaży główna rywalizacja miała toczyć się pomiędzy Partią Sprawiedliwości i Rozwoju (AKP) a Demokratyczną Partią Społeczną (DTP). Ostatecznie w większości okręgów zwycięstwo odniosła AKP (38,99%), przed Republikańską Partią Ludową (CHP) (23,23%), oraz Partią Narodowego Działania (MHP) (16,13%).